# Óscar Torre
Óscar Torre (11 de enero de 1967, Miami, Florida, Estados Unidos)  es un actor, director de cine y productor.

## Carrera
Como actor, Torre ha interpretado el papel de Santo en la serie de televisión Cane y el de Miguelito en la película Ladrón que roba a ladrón. Fue el jefe de la mafia italiano Vinny Malone en The Haves and the Have Nots de Tyler Perry. También participó en The Hangover Part III.
En 2014, debutó como director de Pretty Rosebud, protagonizada por su esposa Chuti Tiu.

## Filmografía
| Año          | Película                                    | Papel                 | Notas                 |
| ------------ | ------------------------------------------- | --------------------- | --------------------- |
| 1990         | Miami Shakedown                             | Det. Martin           |                       |
| 1998         | The Versace Murder                          | Antonio D'Amico       |                       |
| 1999         | Suicide Blonde                              | Roco Navaja           |                       |
| 2003         | Huting of Man                               | Rex Simones           |                       |
| 2004         | Larceny                                     | Lawyer / Gang Leader  |                       |
| 2007         | Ladrón que roba a ladrón (película de 2007) | Miguelito             |                       |
| 2009         | For a Fistful of Diamonds                   | Tony                  |                       |
| 2009         | GB: 2525                                    | El Santo              |                       |
| 2009         | Cold Case                                   | Juan de la Cruz       |                       |
| 2010         | Legacy                                      | Hector Cruz           | [ 2 ]                 |
| 2011         | Joshua Tree                                 | Rob                   |                       |
| 2011         | Magic City Memoirs                          | Manuel De La Cruz     |                       |
| 2012         | Unknowns                                    | El Socio              | [ 3 ]                 |
| 2013         | Eenie Meenie Miney Moe                      | Jimmy                 |                       |
| 2013         | The Hangover Part III                       | Officer Vasquez       |                       |
| 2014         | Counterpunch                                | Uncle Frank           | [ 4 ]                 |
| 2014         | Pretty Rosebud                              | Alejandro             | Director y productor. |
| 2015         | Ladrones                                    | Miguelito             |                       |
| 2015         | The Boatman                                 | Miguel                |                       |
| 2016         | The Mentalist Temp 6 cap 17                 | Cruz                  |                       |
| 2016         | SinVerguenzas                               | Jabalí                |                       |
| 2016         | Legends of the Hidden Temple                | Jefe de equipo        |                       |
| 2016         | Stage Kiss                                  | Loco                  | Posproductor          |
| 2016         | Diverted Eden                               | Captain Tom Pennfield | Posproductor          |
| 2018–present | Tyler Perry's The Haves and the Have Nots   | Vinny Malone          |                       |
| 2018         | Myra                                        | Manny Rosas           | [ 6 ]                 |
| 2018         | Nightclub Secrets                           | Lolo                  | [ 7 ]                 |